# 도이란시

도이란 시의 위치

도이란시(마케도니아어: Општина Дојран)는 마케도니아 공화국 남동부에 위치한 지방 자치체로 행정 중심지는 노브도이란이며 면적은 129.16km2, 인구는 3,426명(2002년 기준)이다. 서쪽으로는 보그단치 시, 북쪽으로는 발란도보 시와 접하며 동쪽과 남쪽으로는 그리스와 국경을 접한다.